# Henry Fielding

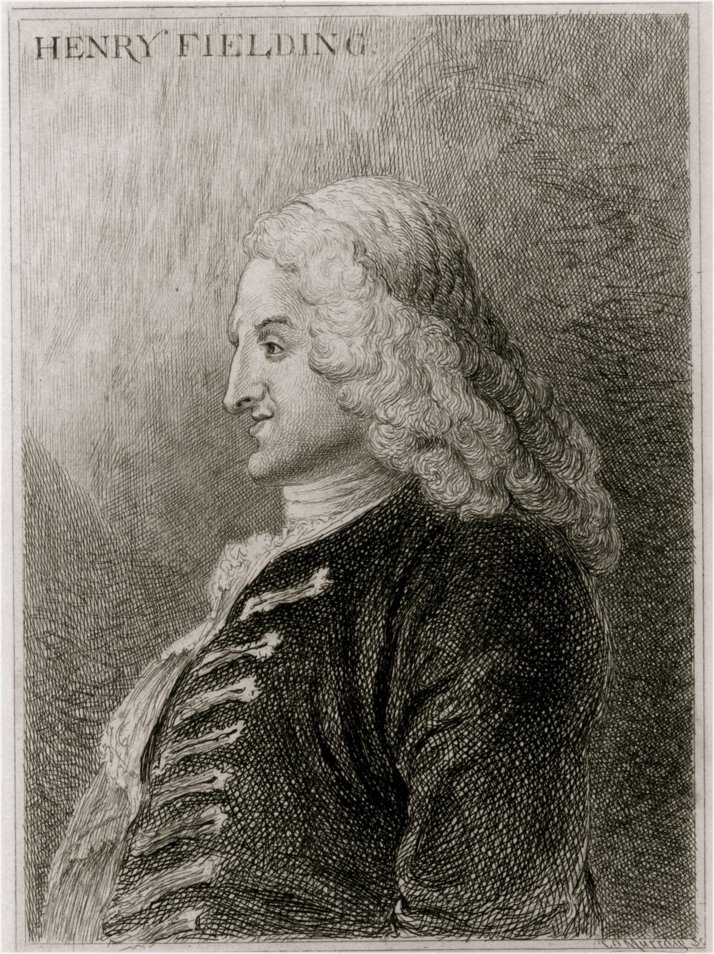
Henry Fielding

Henry Fielding (Glastonbury, 22 april 1707 - Lissabon, 8 oktober 1754) was een Engels roman- en toneelschrijver.
Fielding bezocht de public school in Eton en studeerde klassieke talen in Leiden. Na zijn terugkeer begon hij te schrijven voor het theater. De blijspelen die hij produceerde (Tom Thumb, 1730 en Pasquin, 1736) waren satirisch van karakter. Hij zette zich in zijn werk scherp af tegen de regering en persoon van Sir Robert Walpole. Als gevolg van deze uithalen werd de Theatrical Licensing Act in 1737 doorgevoerd, die het schrijven en opvoeren van satirische werken verhinderde en daarenboven Fieldings theater, het Haymarket Theatre, deed sluiten. Fielding stopte hierna met schrijven voor toneel. Hij hervatte zijn rechtenstudie en werd in 1740 advocaat en in 1748 vrederechter. 
Hij stopte echter niet met het schrijven van satirisch werk. Zijn Tragedy of Tragedies over het leven van Tom Thumb had als gedrukt toneelstuk veel succes. Ook publiceerde hij bijdragen in tijdschriften. 
In 1734 trouwde hij met Charlotte Cradock, met wie hij vijf kinderen zou krijgen.
Zijn doorbraak kwam er in 1741 met Shamela, een parodie op het melodramatische Pamela van Samuel Richardson. In 1742 verscheen Joseph Andrews, een boek over Pamela's broer Joseph. Een jaar later verscheen The History of the Life of the Late Mr Jonathan Wild, the Great, een satirische hervertelling van het leven van de bekende Londense crimineel Jonathan Wilde. Volgens sommige onderzoekers zit er ook weer scherpe kritiek op Walpole in vervat, die regelmatig door tegenstanders van corruptie werd beschuldigd.
Fieldings bekendste werk is Tom Jones (1749), een schelmenroman over een vondeling die het ver weet te schoppen. Zijn vrouw Charlotte stond model voor de figuur Sophia Western in Tom Jones en ook voor Amelia in de latere gelijknamige roman uit 1751.
Charlotte overleed in 1744. Fielding hertrouwde drie jaar later. Dit tweede huwelijk creëerde een schandaal, aangezien Fieldings nieuwe echtgenote de vroegere meid en vriendin van Charlotte was, namelijk Mary Daniels.
Vanwege zijn verslechterende gezondheid vertrok hij in 1753 naar het buitenland om genezing te zoeken. Hij stierf op 8 oktober 1754 in Lissabon.

## Selecte bibliografie
- Love in Several Masques (toneel, 1728)
- Rape upon Rape (toneel, 1730)
- The Temple Beau (toneel, 1730)
- The Author's Farce (toneel, 1730)
- The Tragedy of Tragedies; or, The Life and Death of Tom Thumb (toneel, 1731)
- Grub-Street Opera (toneel, 1731)
- The Modern Husband (toneel, 1732)
- Pasquin (toneel, 1736)
- The Historical Register for the Year 1736 (toneel, 1737)
- An Apology for the Life of Mrs. Shamela Andrews (roman, 1741)
- The Life of Jonathan Wild, the Great (roman, 1743)
- The History of Tom Jones, a Foundling (roman, 1749)
- Amelia (roman, 1751)
- Journal of a Voyage to Lisbon (reisverhaal, 1755 (postuum))

- Bibsys: 90079018
- Biblioteca Nacional de Chile: 000141873
- Biblioteca Nacional de España: XX865038
- Bibliothèque nationale de France: cb119027368 (data)
- Catàleg d'autoritats de noms i títols de Catalunya: 981058521575706706
- CiNii: DA00725615
- Gemeinsame Normdatei: 118532960
- International Standard Name Identifier: 0000 0001 2135 560X
- KulturNav: 00e13846-5119-4154-94da-7537a8a39d22
- Library of Congress Control Number: n79016886
- Nationale Bibliotheek van Letland: 000021614
- MusicBrainz: ca5b4ccc-7163-4570-a274-41dadffccf4e
- Bibliotheek van het Japanse parlement: 00439482
- Nationale Bibliotheek van Tsjechië: jn19981001115
- Nationale bibliotheek van Australië: 35083377
- Nationale Bibliotheek van Israël: 987007261287105171
- Nationale Bibliotheek van Polen: a0000001178828
- Nationale en Universitaire bibliotheek Zagreb: 000051709
- Nederlandse Thesaurus van Auteursnamen: 068403356
- Istituto Centrale per il Catalogo Unico: VEAV457346
- LIBRIS: 186856
- SNAC: w6k93n5f
- Système universitaire de documentation: 026864541
- Trove: 821459
- Union List of Artist Names: 500341907
- Virtual International Authority File: 61545697
- WorldCat: E39PBJtRMwCPCbrrPD4hjkWMT3